# Palaeogeography, Palaeoclimatology, Palaeoecology
Palaeogeography, Palaeoclimatology, Palaeoecology (Palaeo3) est une revue scientifique multidisciplinaire évaluée par les pairs spécialisée en paléontologie. Fondée en 1965, elle est publiée par Elsevier.
En 2010, selon le Journal Citation Reports, la revue a un facteur d'impact de 2,390. Elle a un Eigenfactor de 0,035807 avec un Article Influence score de 1,1747.

## Indexation
Palaeogeography, Palaeoclimatology, Palaeoecology est indexée par les bases de données suivantes :
- AESIS
- Bibliography and Index of Geology (en)
- BIOBASE (en)
- BIOSIS (en)
- Current Contents
- GEOBASE
- Meteorological and Geophysical Abstracts
- Pascal
- Petroleum Abstracts
- Scopus (Elsevier)
- SciSearch